# Gilberto Puentes
Gilberto Puentes Corredor (Moniquirá, 6 de junio de 1938-Bogotá, 5 de septiembre de 1997) fue un abogado, actor de teatro y televisión colombiano. Fue uno de los primeros actores que se destacó en interpretar en varias producciones nacionales.

## Biografía
Nació en Moniquirá, Boyacá, se radicó a Bogotá a estudiar derecho en la Universidad Libre. Con la llegada de la televisión se interesó en actuación destacándose con los actores Chela del Río, Teresa Gutiérrez, Ugo Armando, Humberto Martínez Salcedo, Humberto Arango, María Eugenia Dávila y Álvaro Ruiz Zúñiga.
Se inició en actuar en varias radionovelas, posteriormente incursionó en la televisión en Una vida para amarte con Alcira Rodríguez, Dora Cadavid y Alberto Saavedra y participó en varias producciones como: Caminos de gloria, La vorágine, La feria de las vanidades, Manuelita Sáenz, La marquesa del Yolombó,  El Virrey Solis, La Bruja de las Minas, Tuyo es mi corazón, En las líneas del destino, Sur Verde, La intrusa entre muchas otras, interpretando varios papeles como protagonista, antagónico y recurrente. Padeció de un cáncer que lo aquejó años atrás, el cual se complicó y provocó su muerte el 5 de septiembre de 1997 en Bogotá.

## Filmografía
- Tuyo es mi corazón (1986)
- La pezuña del diablo (1983)
- El virrey Solís (1981)
- Sur verde (1980)
- En las líneas del destino (1979)
- Teresa Valverde (1979)
- La marquesa de Yolombó
- Embrujo Verde (1977)
- La feria de las vanidades (1975)
- Los jaguares contra el invasor misterioso (1974)
- Karla contra los jaguares (1973)
- Una vida para amarte (1971)